# Children of the Corn 666 - Il ritorno di Isaac
Children of the Corn 666 - Il ritorno di Isaac (Children of the Corn 666: Isaac's Return) è un film del 1999 diretto da Kari Skogland, ispirato al racconto I figli del grano contenuto nella raccolta A volte ritornano di Stephen King.
L'edizione home video è stata anche distribuita, semplicemente, con il secondo titolo Il ritorno di Isaac.

## Trama
La giovane Hannah Martin dà un passaggio a un predicatore sconosciuto con problemi alla sua macchina. Il predicatore stava andando a Gatlin. Fatta conoscenza dove lui spiega le origini del nome di lei, all'improvviso sparisce e Hannah per lo stupore sbanda e sbatte la testa. Quando si rialza c'è ad attenderla lo sceriffo Cora e dopo un controllo in cui vede che lei è la predestinata la convince ad andare al Gatlin Country Hospital. Lì fa conoscenza del dottor Michaels che la dimette avvertendola di andarsene da Gatlin. Mentre sta uscendo viene inseguita da un paranoico e delirante paziente dell'ospedale (che in seguito si scoprirà che si chiama Jake e che è il fratello dello sceriffo) che la cattura e la porta in una stanza dove c'è una persona in coma. Questa persona si scopre di essere il marito dello sceriffo Cora, e grazie al contatto con Hannah si risveglia e sua moglie gli dice che sono passati diciannove anni e che ha un figlio. Il nome del marito dello stesso sceriffo è Isaac Chroner, un maligno predicatore a capo dei Figli del Grano (una setta infernale e adoratrice di Colui che cammina dietro i filari). Hannah gira per l'ospedale avendo delle visioni e fa la conoscenza con un ragazzo di nome Gabriel dove gli confida che lei è qui per avere informazioni su sua madre.

## Distribuzione
Il film è stato distribuito negli Stati Uniti in modalità direct-to-video il 19 ottobre 1999.